# Sclerogaster minor
Sclerogaster minor är en svampart som beskrevs av Coker & Couch 1928. Sclerogaster minor ingår i släktet Sclerogaster och familjen Sclerogastraceae.   Inga underarter finns listade i Catalogue of Life.